# 메타바이오메드
메타바이오메드(영어: Metabiomed Co. Ltd.)는 대한민국의 생분해성 봉합원사, 치과용 기자재, 골수복재 제조 기업이다.
본사는 충청북도 청주시 흥덕구 오송읍 오송생명1로 270에 위치해 있으며 대표이사는 오석송이다.

매출의 약 83%를 수출이며 해외매출은 아시아 45%, 유럽 36%, 미주 19% 등 비율로 발생하고 있다.

## 상장
2008년 4월 15일에 공모가 9,000원에 코스닥 시장에 상장하였다.

## 참고문헌
1. ↑  2023년 08월 30일 I 기업분석_스몰캡_Report, 하나증권, 조정현
2. ↑  “메타바이오메드, 생산시설 증설 완료…하반기 실적 호조세 지속 전망”, 인사이트코리아, 2023-08-30
3. ↑  메타바이오메드 급등, 호실적 기대감에 '훈풍', 영남일보, 2023-11-15
4. ↑  몸속 녹는 소재 생산 메타바이오메드, 의료용 3D프린터까지 갖췄다, 뉴스1, 2023-03-03
5. ↑  문정호, 기술분석보고서-메타바이오메드, 2021-12-16